# バニシング (1976年の映画)
『バニシング』（イタリア語: Uomini si nasce poliziotti si muore）は、1976年に公開されたルッジェロ・デオダート監督によるイタリアのユーロ・クライムである。出演はマルク・ポレル、レイ・ラブロックらである。

## キャスト
| 役名         | 俳優                     | 日本語吹替                                   |
| 役名         | 俳優                     | 日本テレビ版                                 |
| ------------ | ------------------------ | -------------------------------------------- |
| アントニー   | レイ・ラブロック         | 津嘉山正種                                   |
| アルフレッド | マルク・ポレル           | 伊武雅之                                     |
| 部長刑事     | アドルフォ・チェリ       | 宮川洋一                                     |
| パスキーニ   | レナート・サルヴァトーリ | 亀井三郎                                     |
| ルディ       | フランコ・チッティ       | 野本礼三                                     |
| ノーマ       | シルヴィア・ディオニシオ | 土井美加                                     |
| リナ         | フラヴィア・ファビアーニ | 馬場はるみ                                   |
| リック       | マリノ・マッセ           | 筈見純                                       |
| 汚職警官     | ダニエレ・ドゥブリノ     | 原田一夫                                     |
| 不明 その他  |                          | 上田敏也 石森達幸 藤城裕士 二又一成 広瀬正志 |
|              |                          |                                              |
| 演出         | 演出                     | 蕨南勝之                                     |
| 翻訳         | 翻訳                     | 大野隆一                                     |
| 効果         | 効果                     | 南部満治                                     |
| 調整         | 調整                     | 遠西勝三                                     |
| 制作         | 制作                     | コスモプロモーション                         |
| 解説         | 解説                     | 水野晴郎                                     |
| 初回放送     | 初回放送                 | 1979年6月27日 『水曜ロードショー』           |